# Pleurothallis truncata
Pleurothallis truncata är en orkidéart som beskrevs av John Lindley. Pleurothallis truncata ingår i släktet Pleurothallis och familjen orkidéer.
Artens utbredningsområde är Ecuador. Inga underarter finns listade i Catalogue of Life.